# آلاینده (مواد)

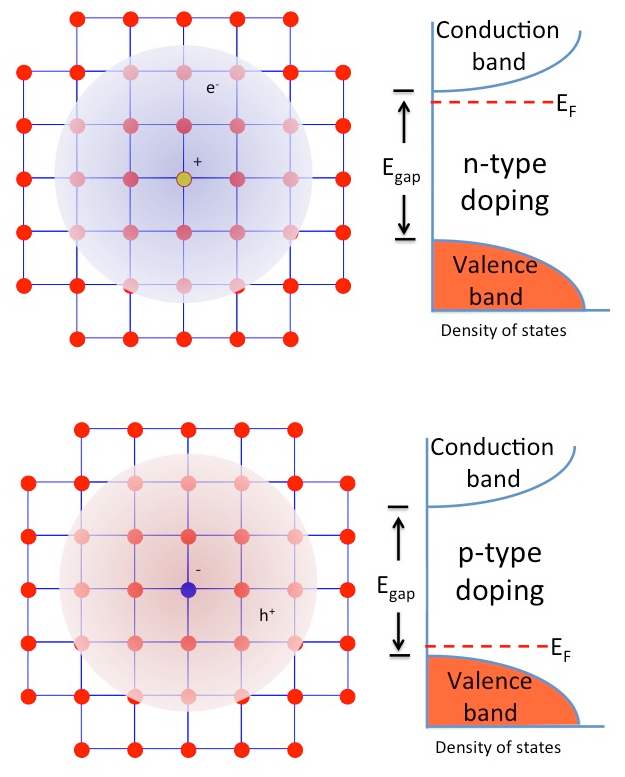
کنشگر آلایشی

یک آلاینده (ناخالصی) که یک کنشگر آلایشی نیز نامیده می‌شود، مقدارناچیزی از عنصر ناخالصی است که به ماده شیمیایی وارد می‌شود تا خصوصیات الکتریکی یا نوری اولیه آن را تغییر دهد. مقدار آلاینده لازم برای ایجاد تغییرات معمولاً بسیار کم است. هنگامی که به مواد بلوری آلاییده شود، اتم‌های آلاینده در شبکه بلوری آن گنجانده می‌شوند. مواد بلوری غالباً بلور‌های نیم‌رسانا مانند سیلیکون و ژرمانیم برای استفاده در الکترونیک حالت-جامد یا بلورهای شفاف برای استفاده در تولید انواع مختلف لیزر هستند. با این حال، در برخی موارد از حالت دوم، زیرلایه غیربلوری مانند شیشه نیز می‌توانند با ناخالصی‌ها آلایش شوند. 
در الکترونیک حالت جامد استفاده از انواع و مقادیر مناسب آلاینده‌ها در نیم‌رسانا‌ها چیزی است که باعث تولید نیم‌رساناهای نوع P و نیم‌رساناهای نوع n می‌شود که برای ساخت ترانزیستورها و دیودها ضروری است. 

### مثال‌ها
در رشته پزشکی، بلورهای لیزر آلایش‌شده اربیوم برای لیزر برنده که در جراحی با لیزر استفاده می‌شود، کاربرد دارد. یوروپیم، نئودیمیم و سایر عناصر موجود در خاک-کمیاب برای آلایش شیشه برای لیزرها استفاده می‌شوند. گارنتهای آلومینیومی با آلایش هولمیوم و نئودیمیوم ایتریم (YAGs) به عنوان ناحیه فعال لیزر در برخی از تیغ‌های لیزری در جراحی استفاده می‌شود.

## فسفرها و سوسوزن‌ها
در زمینه فسفرها و سوسوزن‌ها، آلاینده‌ها بیشتر به‌عنوان فعال‌کننده شناخته می‌شوند و برای بالابردن روند تابناکی استفاده می‌شوند.

## همچنین ببینید
- فهرست مواد نیم‌رسانا